# Herria
Herria (« Le Pays » et « Le peuple » en basque) est un hebdomadaire en langue basque avec 50 correspondants locaux. Créé le 19 octobre 1944, il est le plus ancien journal existant de nos jours dans tout le Pays basque. 
Imprimé à Bayonne aux Imprimeries du Labourd, son lectorat est essentiellement composé d'abonnés : en 2009, sur un tirage de 2 500 exemplaires, 2 126 étaient des abonnements dont 87 % au Pays basque français, 6 % au Pays basque et Navarre, 7 % en France et 7 % à l'étranger. Petit journal de langue basque, Herria a depuis toujours des moyens financiers très limités, mais il s'appuie sur un réseau important de bénévoles et militants de la culture basque. 
Herria est né en automne 1944, prenant en quelque sorte le relais de l'hebdomadaire Eskualduna (« Le Basque »). Des basquisants comme Louis Dassance, Mgr Jean Saint-Pierre, Jules Moulier, dit Oxobi et Jean Élissalde, dit « Zerbitzari », décident de créer un nouveau journal, sous l'impulsion de Piarres Lafitte, premier directeur du journal.
Herria a eu des plumes célèbres : Piarres Lafitte, Jean Saint-Pierre, Jean Élissalde, Étienne Salaberry, Jean Pierre Iratchet, Piarres Larzabal. De 1944 à nos jours, Herria a été dirigé par Piarres Lafitte (1944-1967), Jean Hiriart-Urruty (1967-1969), Émile Larre (1969-2003) et Jean-Baptiste Dirassar (depuis avril 2003).
La population bascophone diminuant à grandes enjambées faute d'une politique linguistique adaptée, Herria éprouve des difficultés à maintenir un nombre important d'abonnés.